# Kościół św. Andrzeja w Sieciechowicach
Kościół św. Andrzeja w Sieciechowicach – rzymskokatolicki kościół parafialny znajdujący się w gminie Iwanowice, w powiecie krakowskim.
Kościół wraz z dzwonnicą został wpisany do rejestru zabytków nieruchomych województwa małopolskiego.

## Historia
Kościół z 1312 roku prawdopodobnie fundacji Brandysa, kawalera maltańskiego. Najstarsze wzmianki archiwalne pochodzą z lat 1325–1327. Na przełomie XIV i XV wieku dobudowano szerszy korpus i prezbiterium nakryto sklepieniem. 25 lipca 1624 świątynię konsekrował bp Tomasz Oborski . W 1654 roku kościół częściowo spłonął . W XVIII lub XIX wieku dobudowano przedsionki przy głównych drzwiach i bocznym wejściu od strony południowej .

## Architektura
Gotycki, orientowany, jednonawowy. Prezbiterium kamienne, prostokątne, oszkarpowane, nakryte sklepieniem krzyżowo żebrowym wspartym na ostrosłupowych wspornikach. Otwór tęczy ostrołukowy. Nawa prostokątna nakryta stropem. Przedsionek neogotycki. Dach dwuspadowy z sygnaturką, do roku 1930 był pokryty gontem .

## Wyposażenie

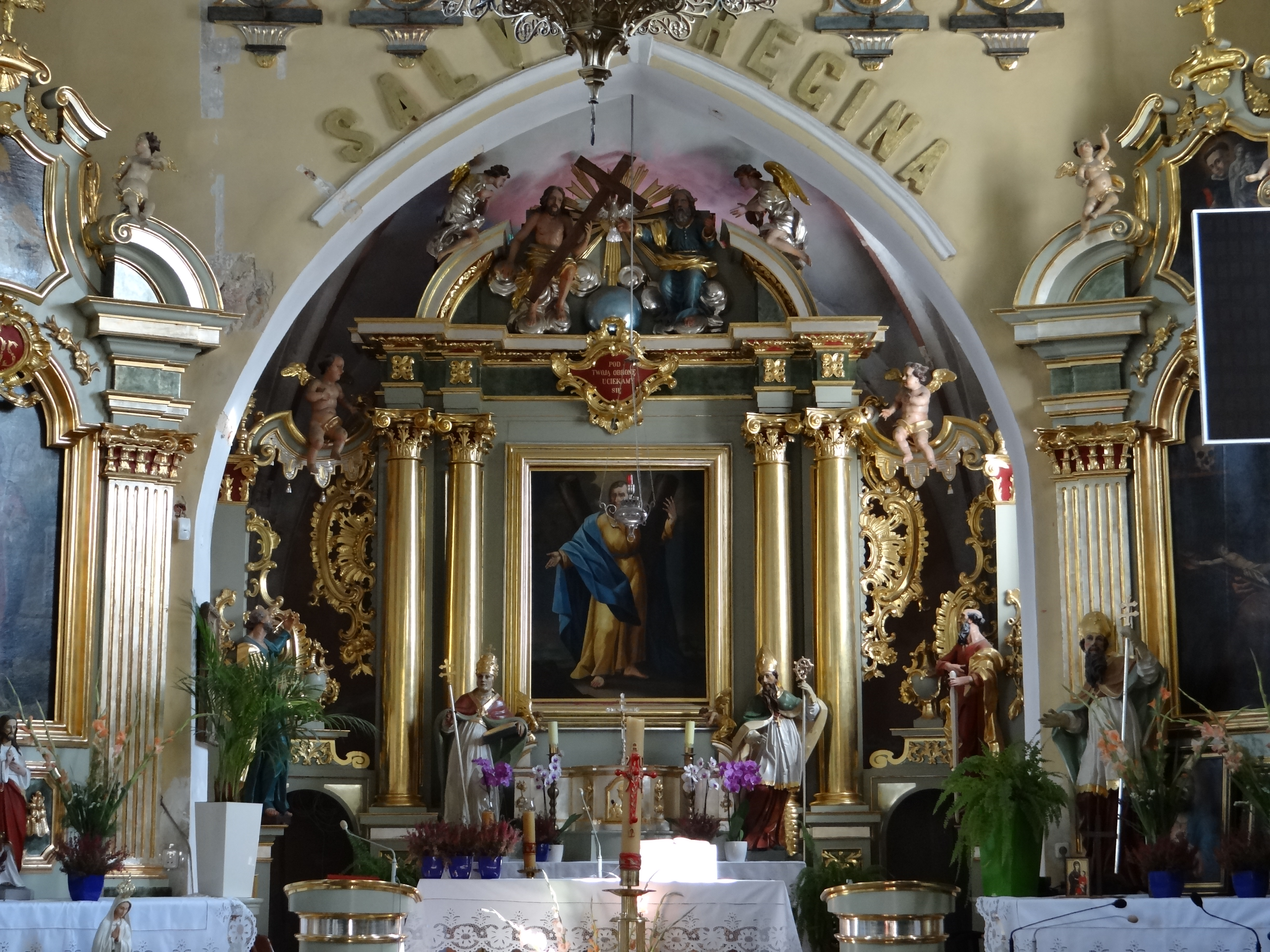
Prezbiterium

Wystrój jednolity rokokowy.
- barokowy obraz Matki Bożej w sukienkach w typie Hodegetrii[6];
- późnobarokowy bogato dekorowany chór muzyczny z wybrzuszonym parapetem z około 1739 roku, prospekt organowy w snycerskiej obudowie[7];
- trzy ołtarze rokokowe, główny z bramkami po bokach[8];
- portrety Stanisława Augusta Poniatowskiego i prymasa Michała Poniatowskiego z 1787 roku malowane na blasze[7] na pamiątkę przejazdu ww. przez wieś[4] ;
- epitafia marmurowe z XVII wieku[7];
- Pietà nieznanego autora, przedstawiająca postacie wielkości naturalnej, z drewna lipowego, polichromowana[4] ;
- Krucyfiks z XVIII wieku[4] ;
- tabernakulum z końca XVI wieku[4] ;
- na ścianach rzeźbione zacheuszki z popiersiami apostołów z XVII wieku[4] ;
- rokokowa ambona.

## Otoczenie

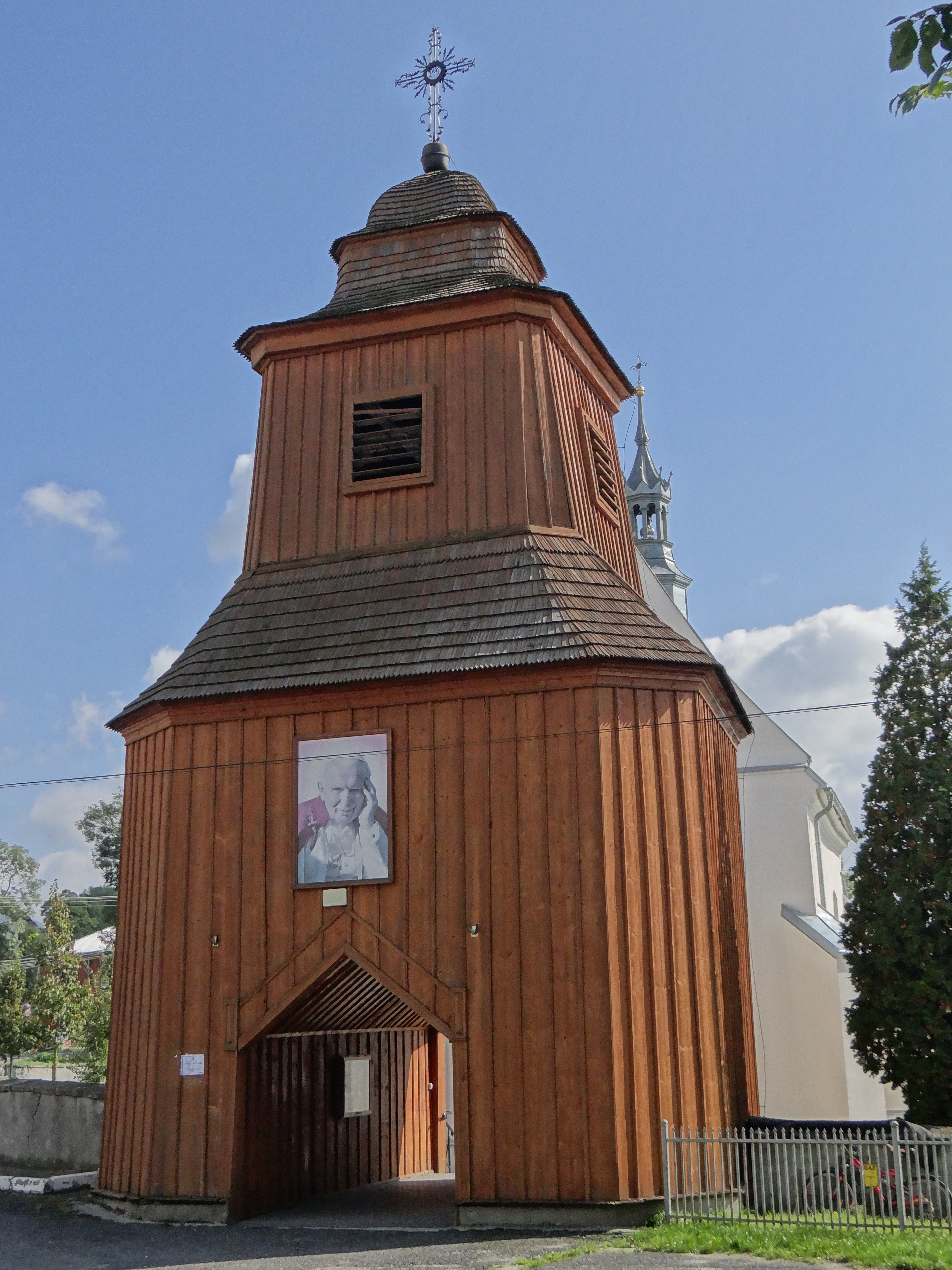
Dzwonnica

Dzwonnica w typie wieży bramnej z XVIII wieku, wolnostojąca, drewniana, dwukondygnacyjna, o konstrukcji słupowo-ramowej. Ściany pochyłe, naroża ścięte, nakryta hełmem łamanym.